# 呂有慧
呂有慧（英語：Lisa Lui Yau Wai，1956年2月12日—），香港女演員，畢業於1972年第一期無綫電視藝員訓練班。其後分別服務過麗的電視、亞洲電視以及香港電視。現時較少於幕前演出。

## 背景
呂有慧於香港出生，早年在九龍黃大仙舊警察宿舍（現為現崇山）成長。她在九兄弟姊妹中排行最細，其較她年長一歲的胞姊呂有佳曾在1970年代到佳藝電視試鏡當演員。父親則為一名警察。1971年，當時還在就讀中學的呂有慧參加無綫歌唱比賽節目《聲寶之夜》，畢業後在1972年參加第一期無綫電視藝員訓練班入行，同期有陳嘉儀、莊文清、高妙思、蘇杏璇、甘國亮等。初期與無綫小生伍衛國在電視劇經常合演情侶，故有無綫第一代螢幕情侶之稱，代表作是1975年的《巫山盟》。由於其清秀的臉孔及高挑的身材，使她能夠擔任的角色宜古宜今，尤其在古裝劇中她往往扮演貴婦人（如84版《鹿鼎記》中的皇太后），或是風塵女子（如《武林世家》中的倪雪）、殺人不眨眼的女魔頭（如83版《神鵰俠侶》的李莫愁）等角色。時裝劇方面，她比較常扮演成熟、精明能幹又堅強的現代女性，很少扮演弱質女子的角色。她於1997年再度加盟亞視。
呂有慧於1976年隨鍾景輝跳槽麗的電視。她在麗的電視演的第一部劇集叫「愛情故事」，該劇為每集一個獨立故事，呂有慧演出其中一集。該劇播出後，無綫指呂有慧在當時與無綫的合約未完成的情況下，接拍麗的電視的電視劇集，因此要控告麗的和呂有慧。最後幾經交涉，大家以息事寧人告終。而呂與當時的丈夫駱貴虎（即演員金童）在1978年入稟法庭就二人各自的私生活報導不實一事控告新時代出版公司。最終獲得十五萬賠償。她在同年11月完成與麗的電視的合約後重投無綫電視，至1997年離開。呂重回無綫往後不再常於電視劇中擔任女主角。她在1982年至1983年仍是電視台藝員時以經營古玩店為副業，不久因經濟不景氣而結束生意。此前在1981年於中環開設精品店。及後於1987年至1989年間移民美國生活（其時一對子女皆於美國升學），並在三藩市經營錄影帶公司生意。同期也經營古董錶和飾物生意。
在1990年代，呂有慧返回香港發展。當她在1997年完約後轉投亞洲電視。隨後於2009年再次簽約無綫電視，接拍電視劇《摘星之旅》。直至2011年離開無綫電視，且於2012年簽約香港電視，成爲旗下藝員。
她曾是歌唱老師秦燕的學生。

## 家庭生活
呂有慧已婚及曾被傳已離婚 32 年。丈夫是武打演員兼電視台武術指導金童。二人結緣於電影公司在1972年籌備電影《二龍爭珠》（1974年上映）選角過程時，由呂的訓練班同學關聰介紹她去當主角，從而認識了金童。呂與金後於1975年1月16日結婚。而他們婚後共育有一子一女。

## 演出作品

### 電視劇（無綫電視）
| 首播   | 劇名                     | 角色                                   |
| 1972年 | 琉璃世界                 |                                        |
| 1973年 | 船                       | 唐可欣                                 |
| 1973年 | 亂世兒女                 | -                                      |
| 1973年 | 春暉                     | -                                      |
| 1973年 | 變                       |                                        |
| 1974年 | 烏龍劍客                 | -                                      |
| 1975年 | 巫山盟                   | 王小英                                 |
| 1975年 | 香港風情畫               | 阿玉 甲女 洛嘉麗 余就妻子              |
| 1975年 | 七十三                   | 嫦                                     |
| 1975年 | 乘風破浪                 | 司 儀                                  |
| 1975年 | 民間傳奇之畫皮           | 女 鬼                                  |
| 1975年 | 紅樓夢                   | 薛寶釵                                 |
| 1975年 | 民間傳奇之獅吼記         | 張鳳梅                                 |
| 1975年 | 民間傳奇之雙喜臨門       | 李月娥                                 |
| 1975年 | 民間傳奇之花田錯         | 周玉樓                                 |
| 1975年 | 民間傳奇之敗節樓         | 劉楚英                                 |
| 1975年 | 民間傳奇之蔣震卿片言得妻 | 陶幼芳                                 |
| 1975年 | 民間傳奇之女駙馬         | 公 主                                  |
| 1976年 | 民間傳奇之三笑           | 秋 香                                  |
| 1976年 | 民間傳奇之西廂記         | 崔鶯鶯                                 |
| 1976年 | 民間傳奇之關漢卿         | 朱帘秀                                 |
| 1976年 | 民間傳奇之棋局姻緣       | 妙 觀                                  |
| 1976年 | 楊貴妃                   | 梅 妃                                  |
| 1976年 | 江湖小子                 | 阿 美                                  |
| 1976年 | 家家有本難唸的經         | 劉愛蓮（第3集 誰是誰非）               |
| 1979年 | 龍潭羣英                 | 白 太（第5集單元）                     |
| 1979年 | 抉擇                     | 韓庭芳                                 |
| 1979年 | 楚留香                   | 水母陰姬                               |
| 1979年 | 絕代雙驕                 | 花月奴                                 |
| 1979年 | 香港地                   | Carol                                  |
| 1979年 | 三跟四傍                 |                                        |
| 1979年 | 女人三十                 | 楊美儀                                 |
| 1980年 | 離別鈎                   | 思 思                                  |
| 1980年 | 發達容易搵食難           | 詹妙嫦                                 |
| 1980年 | 山水有相逢               |                                        |
| 1981年 | 千王群英會               | 蘭                                     |
| 1981年 | 無雙譜                   | 觀 音                                  |
| 1981年 | 紅顏                     | 唐露                                   |
| 1982年 | 天龍八部                 | 甘寶寶                                 |
| 1983年 | 播音人                   | 楊莉莉                                 |
| 1983年 | 神鵰俠侶                 | 李莫愁                                 |
| 1983年 | 鴨仔里春光               | -                                      |
| 1984年 | 決戰玄武門               | 張出塵                                 |
| 1984年 | 鹿鼎記                   | 太后                                   |
| 1984年 | 魔域桃源                 | 林芷君                                 |
| 1984年 | 故鄉情                   | 露露                                   |
| 1985年 | 武林世家                 | 倪 雪                                  |
| 1985年 | 新紮師兄續集             | 何秀婷                                 |
| 1985年 | 光怪陸離                 | 易敏/言素心/林美珍/蘇鳳瓊              |
| 1985年 | 開心女鬼                 | 珍 妃                                  |
| 1985年 | 楊家將                   | 宋                                     |
| 1986年 | 神劍魔刀                 | 祝綺霜/祝綺雲                          |
| 1986年 | 薛剛反唐                 | 武則天                                 |
| 1986年 | 遁甲奇兵                 | 祈秀美                                 |
| 1987年 | 大班密令                 | 江采霞                                 |
| 1990年 | 天若有情                 | 林蓮好                                 |
| 1990年 | 飛越官場                 | 李媽媽                                 |
| 1992年 | 武林幸運星               | 弄 兒（貞娘）                          |
| 1995年 | 包青天之弒父奇案         | 周慧娘                                 |
| 1996年 | 西遊記                   | 女兒國國王                             |
| 1997年 | 壹號皇庭V                | 葉巧明                                 |
| 1997年 | 天龍八部                 | 刀白鳳                                 |
| 1997年 | 刑事偵緝檔案III          | 余碧玲（檔案三：目露凶光）（烹飪導師） |
| 2010年 | 摘星之旅                 | 何蕙心                                 |
| 2011年 | 魚躍在花見               | 江映月                                 |
| 2011年 | 你們我們他們             | 蘭                                     |
| 2011年 | 依家有喜                 | Mia（第73-74集）                       |

### 電視劇（麗的電視）
| 首播   | 劇名               | 角色                 |
| 1976年 | 世界風情畫         |                      |
| 1977年 | 愛情故事：舊情人   |                      |
| 1977年 | 職業女性：空中小姐 |                      |
| 1977年 | 大家姐與大狂魔     | 莫琴 (第4集：特赦令) |
| 1978年 | 追族               | 利嘉蓉               |
| 1978年 | 十二生肖           | 呂倩文               |

### 電視劇（亞洲電視）
| 首播   | 劇名               | 角色                                         |
| 1997年 | 97變色龍           | 周明珠                                       |
| 1998年 | 我和殭屍有個約會   | 歐陽嘉嘉                                     |
| 1998年 | 太極宗師           | 楊昱乾母親                                   |
| 1998年 | 與狼共枕           | 劉懿芳                                       |
| 1998年 | 非常女警           | 譚寶雲                                       |
| 1999年 | 縱橫四海           | Cat                                          |
| 2000年 | 我和殭屍有個約會II | 歐陽嘉嘉（没有在劇中出现，只是被马小玲提过） |
| 2001年 | 美麗傳說           | 舒家珍                                       |
| 2002年 | 吉祥任務           | 雷夏萍                                       |
| 2002年 | 雄心密令           | 高冰冰母親                                   |
| 2003年 | 萬家燈火           | 蕭美花                                       |
| 2004年 | 愛在有情天         | 孫美娥                                       |
| 2004年 | 爸爸兩邊走         | 梁曾麗珍                                     |
| 2005年 | 情陷夜中環         | 沈 青                                        |
| 2005年 | 危險人物之校長燒屍 | 胡玉蘭                                       |
| 2005年 | 爸爸向前走         | 梁曾麗珍                                     |
| 2006年 | 大城小故事         | 戴月嫦                                       |

### 電視劇（香港電視網絡）
| 首播   | 劇名           | 角色   |
| 2015年 | 童話戀曲201314 | 蔣曉雲 |

### 電視劇（香港電台）
| 首播   | 劇名                 | 角色      |
| 1982年 | 屋簷下：青春夢裡人   | 卓瑤      |
| 1993年 | 驕陽歲月：天皇駕到   | Money媽媽 |
| 1995年 | 人間有情：望         | 鄰居      |
| 1997年 | 裁決．法門           | 徐巧英    |
| 1999年 | 百老薈：祝你身壯力健 | 何嘉嘉    |

### 電影
- 1973年 《大丈夫與騷寡婦》
- 1974年 《鬼馬雙星》 飾 妹頭
- 1974年 《香港七三》 飾 Mary
- 1974年 《太平山下》飾 阿慧
- 1974年 《二龍爭珠》飾 閔菊英
- 1976年 《戀愛功夫》（國語）飾 夏小菁
- 1978年 《新紅樓夢》（國語） 飾 花襲人
- 1997年 《抱擁朝陽》
- 1998年 《想見妳》
- 1999年 《生命祇剩一小時》
- 1999年 《化骨龍與千年蟲》 飾 李竹松妻子
- 2000年 《大贏家》 飾 錢太
- 2002年 《慳錢家族》 飾 阿夫女友
- 2004年 《新警察故事》 飾 祖祺母

### 舞台劇
- 清宮殘夢
- 1985年：閨房樂[30]

### 節目主持
- 1970年代：青春樂（無綫電視）[31]
- 1981年：生命的第一年（德國紀錄片；無綫電視）[32][33]
- 2015年：食的秘密（嘉賓主持；第4集、香港電視網絡）

### 其他
- 1977年：星期一晚會（麗的電視）[34]
- 1970年代：歡樂今宵
- 1978年：花花世界（演出「女判官‧鷹」；麗的電視）[35]
- 2008年：万千星辉贺台庆（與伍卫国作唱歌表演；無綫電視）